# Плиева, Жанна Васильевна
Жа́нна Васи́льевна Пли́ева (10 февраля 1948 — 22 января 2023) — советский и российский композитор и пианистка. Заслуженный деятель искусств СО АССР (1989). Народная артистка Республики Южная Осетия (2018). Лауреат Государственной премии РФ (2002).
Автор семи симфоний, трёх балетов, четырёх концертов, многочисленных произведений камерной, вокальной, инструментальной музыки, музыки к кино, национальным мультфильмам и театральным постановкам.

## Биография
Родилась в Цхинвале Юго Осетинской автономной области, родители родом из Рукского ущелья, Дзауский район. Окончила Цхинвальскую детскую музыкальную школу, в 11 официально работала концертмейстером Юго Осетинском государственном драматическом театре.
Училась в Орджоникидзевском училище искусств (ныне Владикавказский колледж искусств им. В. Гергиева) у педагога З. Лолаевой (общий педагог с В. Гергиевым), на отделении специального фортепиано. По окончании училища, поступила в Ленинградскую консерваторию на фортепианный факультет (педагог проф. Д. Светозаров). По окончании фортепианного, поступила на факультет композиции (педагог проф. О. Евлахов). Участвовала в престижных творческих конкурсах. Завоёвывала награды: Гран-при, приз музыкантов оркестра и приз публики в Международном блиц-конкурсе композиторов «Посвящение Моцарту» за оркестровую пьесу «Sospeso» (Москва, 2006); специальный приз II Международного конкурса произведений для двух фортепиано, за пьесу «Мираж» (Токио, 1993); III премия во Всесоюзном конкурсе композиторов за Вторую симфонию (Москва, 1976).
Является автором музыки к анимационному фильму «Волшебная свирель» (реж. М. Тумеля, Беларусь), удостоенному «Золотого витязя» в IX Международном кинофоруме «Золотой витязь» (2000), Гран-при в международном фестивале анимационного кино «Золотая рыбка» (1998), Первой премии во Всероссийском фестивале анимационного кино в Тарусе (1999).
В 2002 году была удостоена Государственной премии России, за балет «Небесное зеркало» на сцене Государственного обрядового музыкального театра «Арвайдан».
Является Заслуженным деятелем искусств России.
Заслуженный деятель искусств Северо-Осетинской АССР
Зимой 2018 года получила звание Народный артист Республики Южная Осетия.
В последнее время проживала в Цхинвале.
Жанна Васильевна Плиева скончалась 22 января 2023 года.

## Основные сочинения
- Симфония № 1
- Симфония № 2
- Симфония № 3
- Симфония № 4
- Симфония № 5
- Симфония № 6
- Симфония № 7
- Балет «Фатима»,
- Балет «Страсти по Эдему»,
- Балет «Небесное зеркало», (Государственная премия)
- Опера «Дети Солнца» (не поставлена),
- Мюзикл «Где-то поют осетинские парни»,
- Электроакустические фрески «Аланы»,
- Концерт для виолончели с оркестром № 1,
- Концерт для виолончели с оркестром № 2,
- Концерт для осетинской гармоники с оркестром,
- Концерт для виолончели и струнного оркестра,
- Хоровой диптих «Adagio» и «Allegro moderato»,
- Дуэт для виолончелей — попурри на кавказские темы,
- огромное количество камерных вокальных, камерных инструментальных, хоровых сочинений, музыка к спектаклям, фильмам.

## Награды
- Государственная премия Российской Федерации (2002) — за балетный спектакль "Небесное зеркало на сцене Государственного обрядового театра «Арвайдан»
- Благодарность Главы Республики Северная Осетия-Алания (2009)
- Гран-при, приз музыкантов оркестра и приз публики в Международном блиц-конкурсе композиторов «Посвящение Моцарту» за оркестровую пьесу «Sospeso» (Москва, 2006)
- Специальный приз II Международного конкурса произведений для двух фортепиано, за пьесу «Мираж» (Токио, 1993)
- III премия во Всесоюзном конкурсе композиторов за Симфонию № 2 (Москва, 1976)
- Заслуженный деятель искусств Северо-Осетинской АССР (1989)
- Народная артистка Республики Южная Осетия (2018)[2].